# República Centro-Africana nos Jogos Olímpicos de Verão da Juventude de 2010
A República Centro-Africana participou dos Jogos Olímpicos de Verão da Juventude de 2010 em Singapura. Sua delegação foi formada por cinco atletas que competiram em apenas dois esportes.

## Atletismo
| Evento          | Atleta                   | Qualificação | Qualificação | Final         | Final        |
| Evento          | Atleta                   | Resultado    | Posição      | Resultado     | Posição      |
| --------------- | ------------------------ | ------------ | ------------ | ------------- | ------------ |
| 1000 m feminino | Tatiana Christelle Guela | 3:12.47      | 23º (13º q1) | Não completou | -- (Final B) |

## Basquetebol
Masculino:
| Elenco                                                                                        | Preliminares                                                            | Preliminares | Classificação 9-16 | Classificação 13-16   | Disputa pelo 15º lugar           | Pos. final |
| Elenco                                                                                        | Grupo C                                                                 | Pos.         | Classificação 9-16 | Classificação 13-16   | Disputa pelo 15º lugar           | Pos. final |
| --------------------------------------------------------------------------------------------- | ----------------------------------------------------------------------- | ------------ | ------------------ | --------------------- | -------------------------------- | ---------- |
| Rodrigue Kabylo-Bereke Neil Wilfried Londoumon Rochris Anthony Gouzhy Jean Bertrand Mbakoutou | Singapura V 25-17 Turquia D 25-30 Israel V 25-17 Estados Unidos D 28-32 | 3º           | Filipinas D 13-22  | Nova Zelândia D 21-29 | Ilhas Virgens Americanas V 29-16 | 15º        |